# Hopea ovoidea
Hopea ovoidea är en tvåhjärtbladig växtart som beskrevs av Peter Shaw Ashton. Hopea ovoidea ingår i släktet Hopea och familjen Dipterocarpaceae. Inga underarter finns listade i Catalogue of Life.